# Білоруси в Узбекистані
Білоруси Узбекистану — це білоруська діаспора в Узбекистані. У Республіці Узбекистан проживає близько 20 000 етнічних білорусів (за останнім переписом 1989 року в Узбекистані проживало 29 427 білорусів).
Основна кількість етнічних білорусів з'явилася в Узбекистані під час німецько-радянській війни (1941—1945). Під час евакуації з окупованих територій Якуб Колас проживав у Ташкенті.
Білоруський мовознавець і перекладач Аркадій Мардвілко закінчив Центральноазійський університет. Білоруський поет і перекладач Степан Лихадієвський працював у Ташкентському педагогічному інституті. Другий етап переселення білорусів — фахівці, залучені до реконструкції Ташкента відразу після землетрусу 1966 року, а також переселення в 1970—1975 роках фахівців з Білорусі у зв'язку з відкриттям Ташкентського тракторного заводу.
Місцем розселення етнічних білорусів є Ташкент, Ташкент та Самаркандська область, де проживає близько 2/3 від загальної кількості білорусів в Узбекистані. 1/3 білорусів живуть майже рівномірно по всьому Узбекистану.
У 1993 році в міста Ташкент при Інтернаціональному культурному центрі Узбекистані був утворений Білоруський культурний центр (БКЦ) «Світанак».
Білозерова Лілія Станіславівна є головою БКЦ «Світанок» з 2001 року.
У грудні 2006 року був зареєстрований Білоруський культурний центр міста Ангрена, Ташкентської області, який став другим Білоруським культурним центром в Узбекистані. Бабицька Віра Яківна — голова БКТЦА.
Білоруська діаспора в Узбекистані разом з посольством Білорусі взяли участь у традиційних весняних святах Узбекистану, таких як Новруз та Фестиваль національних культур, які проводяться в березні та травні. В рамках святкових заходів були представлені виступи хору «Кацюша» та дитячого танцювального колективу «Рух» Білоруського культурного центру «Світанок», національної білоруської кухні та національної культури.